# Bluvertigo
Bluvertigo war eine italienische Alternative-Rock-Band, die 1994 in Mailand gegründet wurde.

## Bandgeschichte
Die Band geht auf die gemeinsamen musikalischen Aktivitäten von Marco Castoldi (genannt „Morgan“) und Andrea Fumagalli („Andy“) zurück. Die beiden nannten sich zunächst Lizard Mixture, später Smoking Cocks, bis sie 1989 zusammen mit Fabiano Villa als Golden Age unter Vertrag genommen wurden. In dieser Formation veröffentlichten sie 1990 das Album Chains. Nach der Auflösung der Band schlossen sich Marco Pancaldi und Sergio Carnevale Morgan und Andy an, und 1994 erschien die erste Single Iodio der neuen Gruppe, die sich nun Bluvertigo nannte.
Das Debütalbum der Band erschien 1995 unter dem Titel Acidi e basi und bildete den Auftakt zur „Chemie-Trilogie“ (trilogia chimica). Bluvertigo traten verstärkt auf und eröffnete u. a. ein Konzert von Oasis. Nachdem 1996 Livio Magnini an die Stelle von Marco Pancaldi getreten war, veröffentlichte die Band 1997 in Zusammenarbeit mit Mauro Pagani das zweite Album der Trilogie, Metallo non metallo. Dieses erreichte erstmals auch die Charts. Zwei Jahre später schloss Zero (ovvero la famosa nevicata dell’85) die Trilogie ab; in diesem Album waren auch Gesangsbeiträge von Franco Battiato enthalten.
Mit L’assenzio nahm die Band am Sanremo-Festival 2001 teil, landete jedoch auf dem letzten Platz. Anschließend erschien die Kompilation Pop Tools. Bis auf die Eröffnung eines Konzerts von David Bowie im Jahr 2002 setzte nun eine längere Phase der Inaktivität ein, während derer sich die Bandmitglieder anderen Projekten widmeten. Morgan veröffentlichte mehrere Soloalben und steigerte seine Bekanntheit durch seine Tätigkeit als Juror bei der Castingshow X Factor (bis 2015 nahm er an sieben Staffeln der Show teil). Für die MTV-Sendung Storytellers fand sich die Band 2008 wieder zusammen und nahm ein Livealbum auf. Erst ab 2014 wurde Bluvertigo verstärkt aktiv und gab eine Reihe von Konzerten. 2015 stellte sie erstmals wieder ein neues Lied vor und 2016 nahm sie erneut am Sanremo-Festival teil, ohne es jedoch ins Finale zu schaffen. Anschließend erschien die Kompilation I grandi successi.

## Diskografie

### Alben
- Acidi e basi (1995)

| Jahr | Titel                                    | Höchstplatzierung, Gesamtwochen, AuszeichnungChartsChartplatzierungen (Jahr, Titel, Platzierungen, Wochen, Auszeichnungen, Anmerkungen) | Anmerkungen |
| Jahr | Titel                                    | IT | Anmerkungen |
| ---- | ---------------------------------------- | --- | ----------- |
| 1997 | Metallo non metallo                      | IT22 (5 Wo.)IT |             |
| 1999 | Zero (ovvero la famosa nevicata dell’85) | IT12 (4 Wo.)IT |             |
| 2001 | Pop Tools – Forme d’onda                 | IT36 (9 Wo.)IT | Kompilation |
| 2008 | MTV Storytellers                         | IT13 (6 Wo.)IT | Livealbum   |

- I grandi successi (2016; Kompilation)

### Singles
| Jahr | Titel Album                                                | Höchstplatzierung, Gesamtwochen, AuszeichnungChartsChartplatzierungen (Jahr, Titel, Album, Platzierungen, Wochen, Auszeichnungen, Anmerkungen) | Anmerkungen |
| Jahr | Titel Album                                                | IT | Anmerkungen |
| ---- | ---------------------------------------------------------- | --- | ----------- |
| 1999 | La crisi Zero (ovvero la famosa nevicata dell’85)          | IT19 (1 Wo.)IT |             |
| 2000 | Sono=Sono Zero (ovvero la famosa nevicata dell’85)         | IT45 (1 Wo.)IT |             |
| 2001 | L’assenzio (The Power of Nothing) Pop Tools – Forme d’onda | IT12 (9 Wo.)IT |             |
| 2016 | Semplicemente                                              | IT78 (1 Wo.)IT |             |

Weitere Singles
- Iodio (1995)
- L.S.D. La sua dimensione (1995)
- Il mio malditesta (1997)
- Fuori dal tempo (1997)
- Cieli neri (1998)
- Altre forme di vita (1998)
- So Low (1999)
- Sovrappensiero (2000)
- Comequando (2001)
- Altre forme di vita (Live; 2008)
- Andiamo a Londra (2015)

## Belege
1. ↑  Guido Racca & Chartitalia: Top 100 FIMI Album. Lulu, 2013, S. 80.
2. ↑  Chartquellen (Singles):
  - Guido Racca & Chartitalia: Top 100 FIMI Singoli. Lulu, 2013, S. 72.
  - Archivio classifiche Top Digital. FIMI, abgerufen am 12. April 2017 (italienisch).